# Przystanek Woodstock Live 2017
Przystanek Woodstock Live 2017 – pierwszy album koncertowy zespołu Nocny Kochanek, który został wydany 19 listopada 2017 roku przez wytwórnię Złoty Melon. Jest to wydawnictwo dwupłytowe składające się z CD i DVD, a także 2xLP (wydana 28.06.2018). Utrzymane jest w stylistyce heavy metalu i power metalu.

## Lista utworów CD+DVD

### CD
1. „Intro”
2. „Poniedziałek”
3. „Dżentelmeni metalu”
4. „Pigułka samogwałtu”
5. „Dziabnięty/Diabeł z piekła”
6. „Zaplątany”
7. „Smoki i gołe baby”
8. „Karate”
9. „Pierwszego nie przepijam”
10. „Andżeju”
11. „Dziewczyna z kebabem”
12. „Zdrajca metalu”
13. „Minerał fiutta”
14. „Gaduła Jurka”
15. „Wielki wojownik”

### DVD
1. „Intro”
2. „Poniedziałek”
3. „Dżentelmeni metalu”
4. „Pigułka samogwałtu”
5. „Dziabnięty/Diabeł z piekła”
6. „Zaplątany”
7. „Smoki i gołe baby”
8. „Karate”
9. „Pierwszego nie przepijam”
10. „Andżeju”
11. „Dziewczyna z kebabem”
12. „Zdrajca metalu”
13. „Minerał fiutta”
14. „Gaduła Jurka”
15. „Wielki wojownik”

#### Dodatki DVD
1. „Slideshow”
2. „Wywiad z zespołem”

## Lista utworów 2xLP[2]

### Strona A
1. Zapowiedź
2. Poniedziałek
3. Dżentelmeni Metalu
4. Pigułka Samogwałtu
5. Dziabnięty

### Strona B
1. Diabeł z Piekła
2. Zaplątany
3. Smoki i Gołe Baby
4. Karate

### Strona C
1. Pierwszego nie przepijam
2. Andżeju
3. Dziewczyna z Kebabem
4. Zdrajca Metalu

### Strona D
1. Gaduła Jurka 1
2. Minerał Fiutta
3. Gaduła Jurka 2
4. Wielki Wojownik

## Twórcy
- Krzysztof Sokołowski – wokal
- Arkadiusz Cieśla – gitara
- Robert Kazanowski – gitara
- Artur Pochwała – gitara basowa
- Tomasz Nachyła – perkusja